# كارل فريدريش كوشنيك
كارل فريدريش كوشنيك (بالألمانية: Carl-Friedrich Koschnick) (و. 1949 – م) هو مصور سينمائي من ألمانيا. ولد في برلين.

## جوائز
حصل على جوائز منها:
- رومي.

## وصلات خارجية
- كارل فريدريش كوشنيك على موقع IMDb (الإنجليزية)
- كارل فريدريش كوشنيك على موقع ألو سيني (الفرنسية)
- كارل فريدريش كوشنيك على موقع أول موفي (الإنجليزية)
- كارل فريدريش كوشنيك على موقع قاعدة بيانات الأفلام السويدية (السويدية)
- كارل فريدريش كوشنيك على موقع قاعدة بيانات الفيلم (الإنجليزية)
- كارل فريدريش كوشنيك على موقع كينوبويسك (الروسية)